# Pilar Prim
Pilar Prim es una novela escrita en catalán de Narcís Oller, publicada en 1906, de cariz psicológico con el que el autor intenta adaptarse a la estética modernista que en aquel momento comenzaba a aflorar. Según las Memòries literàries de Oller, el libro le costó mucho tiempo y esfuerzo en su elaboración.

## Argumento
Pilar Prim es una joven viuda obligada por el testamento de su marido muerto a permanecer en este estado si no quiere perder el usufructo de la fábrica que poseía su marido. En un viaje a Puigcerdá donde Pilar Prim veranea con su hija, conoce a un hombre muy galante llamado Deberga, con el que enseguida desarrolla un afecto mutuo. El cuñado de Pilar Prim, Robert Hortal, presionará a la mujer para que no se case y por lo tanto no pierda el usufructuo del cual también él se beneficia así como lo harán doña Pomposa y su hijo Rossendo. La novela se traslada a Barcelona donde la viuda luchará contra las convenciones sociales de la burguesía y la clase alta para acabar escogiendo entre el amor o el respeto de sus conocidos.

## Estilo y análisis
Pilar Prim es considerada una novela de transición en el estilo de Narcís Oller. Si bien la novela es plenamente naturalista al analizar en profundidad la psicología de los personajes, Oller abandona el determinismo que presentaban todas sus obras, ya que se vio forzado al recibir muchas críticas de los primeros modernistas catalanes (sobre todo de Víctor Català y Prudenci Bertrana). Aun así, Pilar Prim presenta unas descripciones del paisaje totalmente realistas que identifican el estado de sus personajes con la naturaleza. El tema de la novela acerca a Oller a los más grandes escritores realistas que trataron las libertades de las mujeres, como Flaubert en Madame Bovary o Tolstoi en Ana Karenina. Y, como ellos, usa la estereotipación de los personajes para criticar el ambiente que los rodea. El narrador, como ocurre en muchas novelas realistas, es en tercera persona y omnisciente.